# Masowier

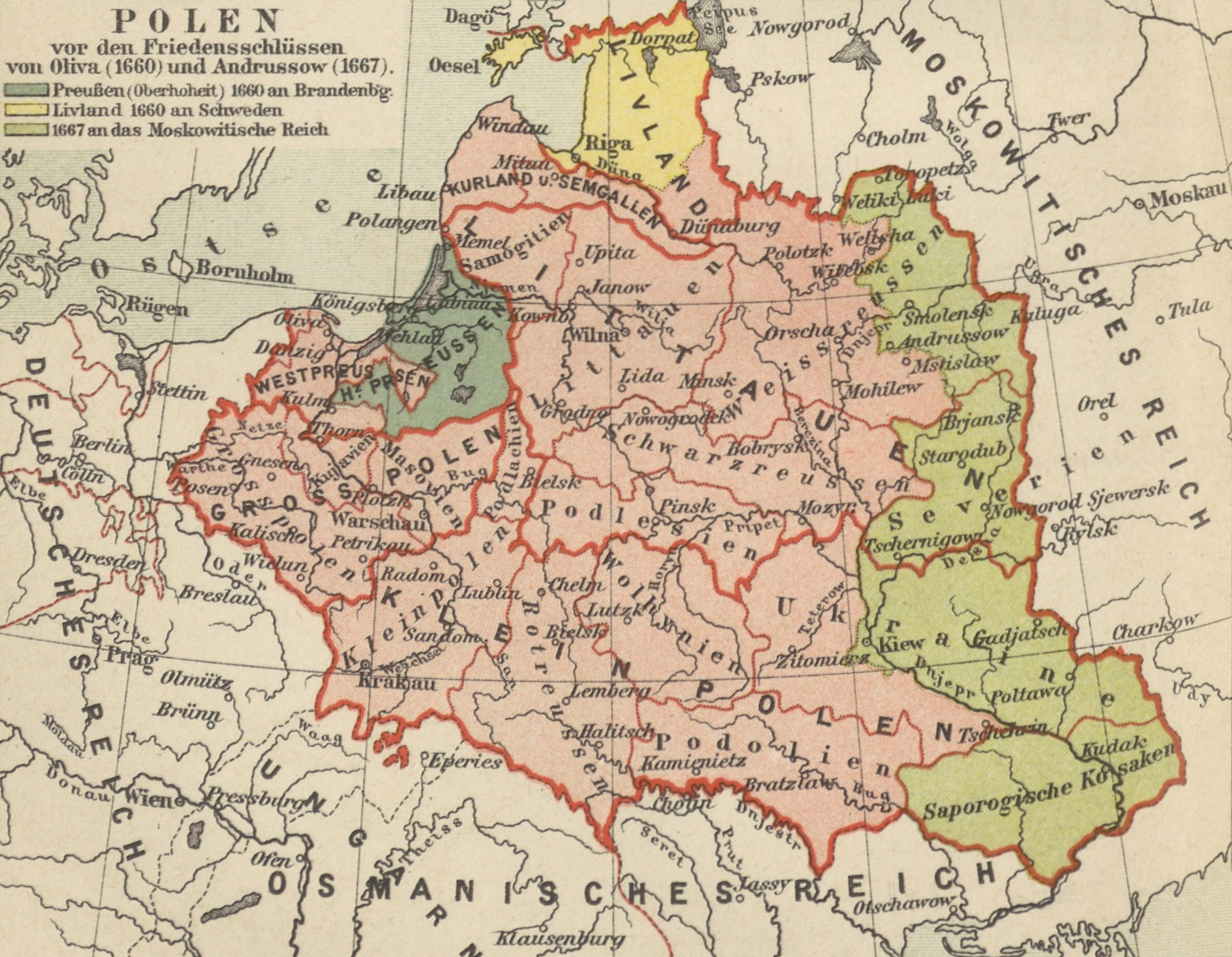
Polen in den Grenzen vor 1660

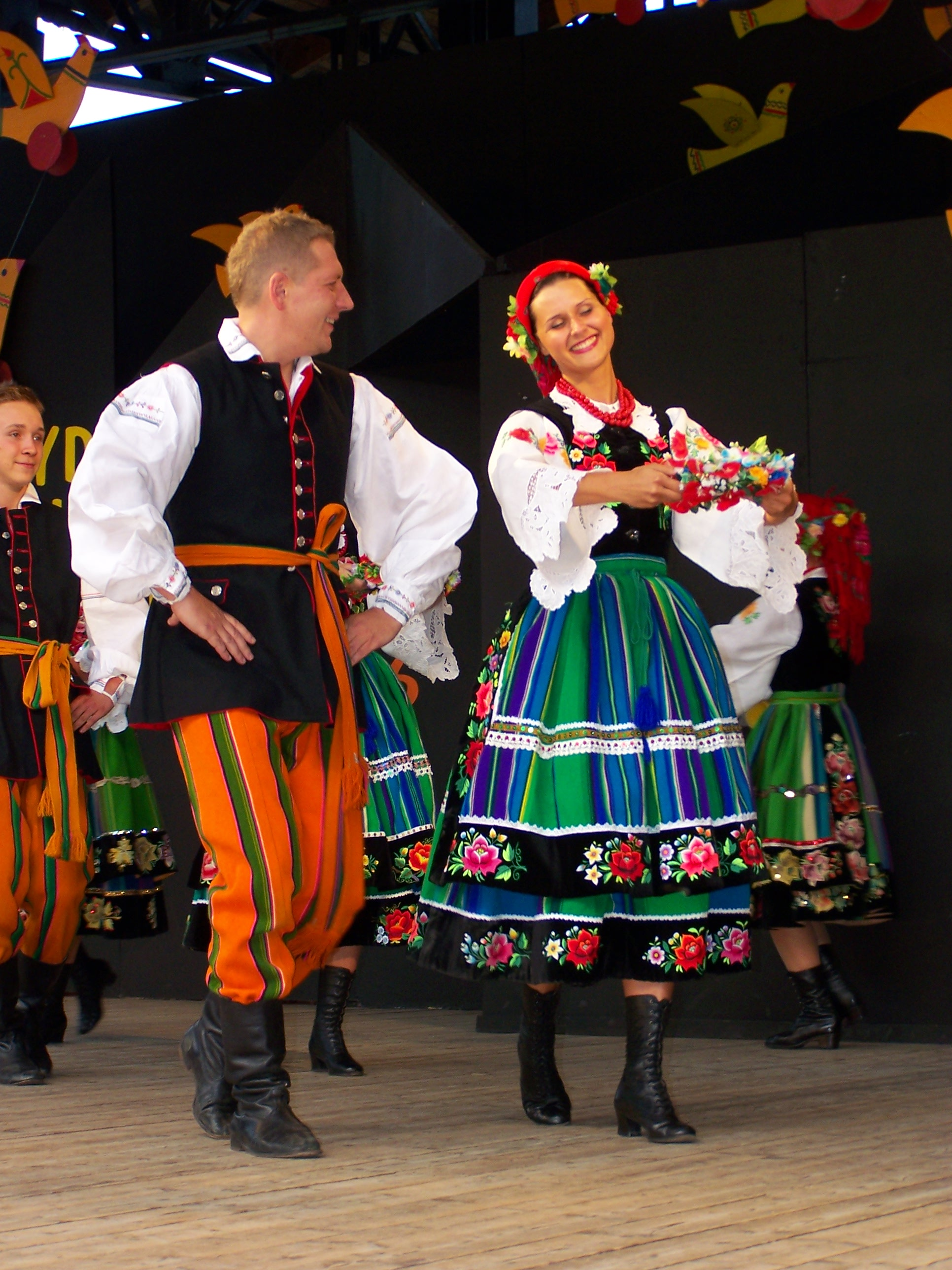
Traditionelle Tracht der Masowier

Die Masowier (poln.: Mazowszanie) sind ein westslawischer Volksstamm aus Masowien. Belegt ist der Name für das Gebiet in Rechtstexten des 11. Jahrhunderts, der Name des Volksstammes als „Mazowszanie“ (Mazowszeaner) im gleichen Jahrhundert bei Nestor von Kiew. Die Masowier hatten seit dem 14. Jahrhundert die großen Waldgebiete im nordöstlichen Polen erschlossen.
Name und Herkunft der Masowier sind nicht vollständig geklärt. Die historische Herleitung vom Reitervolk der Massageten dürfte dem Sarmatismus entstammen. Der polnische Name für die Masowier („Mazowszanie“) leitet sich von der Region Masowien („Mazowsze“) ab. Die Wurzel maz- wird mit dem litauischen mãžas „klein“ in Verbindung gebracht oder als Ergebnis der dialektalen Aussprache des alten slawischen Wortes maž- übersetzt, das mit dem slowenischen mažur „fett“ verwandt ist. Zu dieser Herleitung passt auch die Herleitung von der slawischen Wurzel maz als Vorläufer heutiger polnischer Wörter wie maź oder mazać; der Begriff bezieht sich dann entweder auf eine schnmierige (lehmige) Region oder ist eine (Fremd)Bezeichnung für die Bewohner als mit Lehm oder Teer beschmierte. Die Herstellung von Teer ist für die Region bekannt. Manche Sprachwissenschaftler bringen den Namen auch mit dem serbischen Wort „mezewo“ für die (ungarische) Ebene in Verbindung. Weiterhin wird eine Ableitung vom pannonisch-dalmatinischen Volksstamm der Mazei wegen der Ähnlichkeit vieler Toponyme von manchen vertreten. Danach gehe die Namensbedeutung auf „maz“: groß (Bergname Massarus) zurück.
Die Masowier wanderten etwa im 7. Jahrhundert vom Süden her in ihr späteres Gebiet nach Norden, wo sie zunächst vom mächtigen Volk der Galinder, deren Gebiet damals noch bis an die Narew reichte, am Eindringen in prußische Stammesgebiete gehindert wurden. Jedoch sickerten bereits ab dieser Zeit einzelne friedliche Siedlersippen in prußisches Territorium ein, wo sie sich mit den Ureinwohnern vermischten.
Konrad von Masowien holte 1226 den Deutschen Orden ins Kulmerland. Im Jahre 1526 wurde das mehrere Jahrhunderte lang unabhängige Herzogtum Masowien von Polen inkorporiert. Die aus verschiedenen Gründen in Ostpreußen eingewanderten Masowier verschmolzen im Laufe der Jahrhunderte mit den Deutschen und Prußen zu einer masurisch sprechenden Volksgruppe. Ihr Siedlungsgebiet hieß Masuren.
Heute werden auch die Einwohner der Woiwodschaft Masowien als Masowier bezeichnet.